# 싱어 코퍼레이션

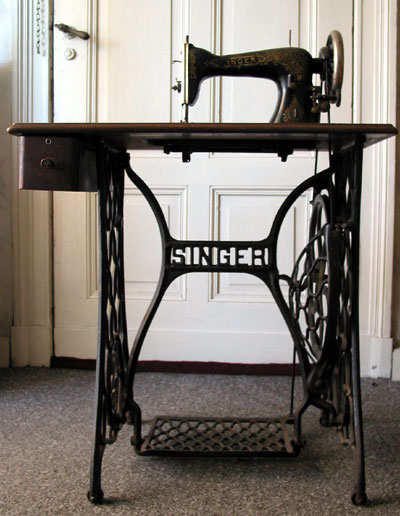

싱어 코퍼레이션(Singer Corporation)은 소비자용 재봉틀을 제조하는 미국의 제조사이다. 1851년 뉴욕의 변호사 에드워드 C. 클라크와 함께 아이작 메릿 싱어에 의해 I. M. Singer & Co.라는 사명으로 설립되었다. 재봉틀로 유명하여 1865년 Singer Manufacturing Company로 사명이 변경되었다가 1963년 싱어 컴퍼니(Singer Company)로 변경되었다. 내슈빌 주변에 위치한다. 대량생산을 위한 최초의 대형 공장은 1863년 뉴저지주 엘리자베스에서 건설되었다.

## 역사

### 초기 판매량
| 연도  | 1853 | 1859   | 1867   | 1871    | 1873    | 1876    |
| 대수  | 810  | 10,953 | 43,053 | 181,260 | 232,444 | 262,316 |
| 출처: |      |        |        |         |         |         |